# Station Apeldoorn Osseveld
Station Apeldoorn Osseveld is een spoorwegstation van de Nederlandse Spoorwegen in het oosten van Apeldoorn aan de spoorlijn Apeldoorn - Deventer. Het station is geopend op 10 december 2006.
Het station heeft aan beide kanten van de spoorlijn een perron, waar voor iedere richting tweemaal per uur de sprinter Apeldoorn – Deventer – Almelo stopt. In de spits rijdt de sprinter door tot Enschede.
Station Apeldoorn Osseveld bedient voornamelijk de Vinex-wijken Osseveld en Woudhuis. Nabij het station is onder meer gelegen winkelcentrum Het Fort en verderop Woonboulevard Apeldoorn.

## Verbindingen
| Serie | Treinsoort    | Route                                                                   | Bijzonderheden                      |
| ----- | ------------- | ----------------------------------------------------------------------- | ----------------------------------- |
| 7000  | Sprinter (NS) | Apeldoorn – Apeldoorn Osseveld – Deventer – Almelo – Hengelo – Enschede | Rijdt in de spits van/naar Enschede |

## Ontwikkeling aantal reizigers
Het aantal door NS vervoerde reizigers (per gemiddelde werkdag) ontwikkelde zich sedert 2019 als volgt:
| Jaar | Aantal reizigers |
| ---- | ---------------- |
| 2019 | 1.289            |
| 2020 | 613              |
| 2021 | 684              |
| 2022 | 889              |
| 2023 | 1.092            |
| 2024 | 1.104            |

## Afbeeldingen

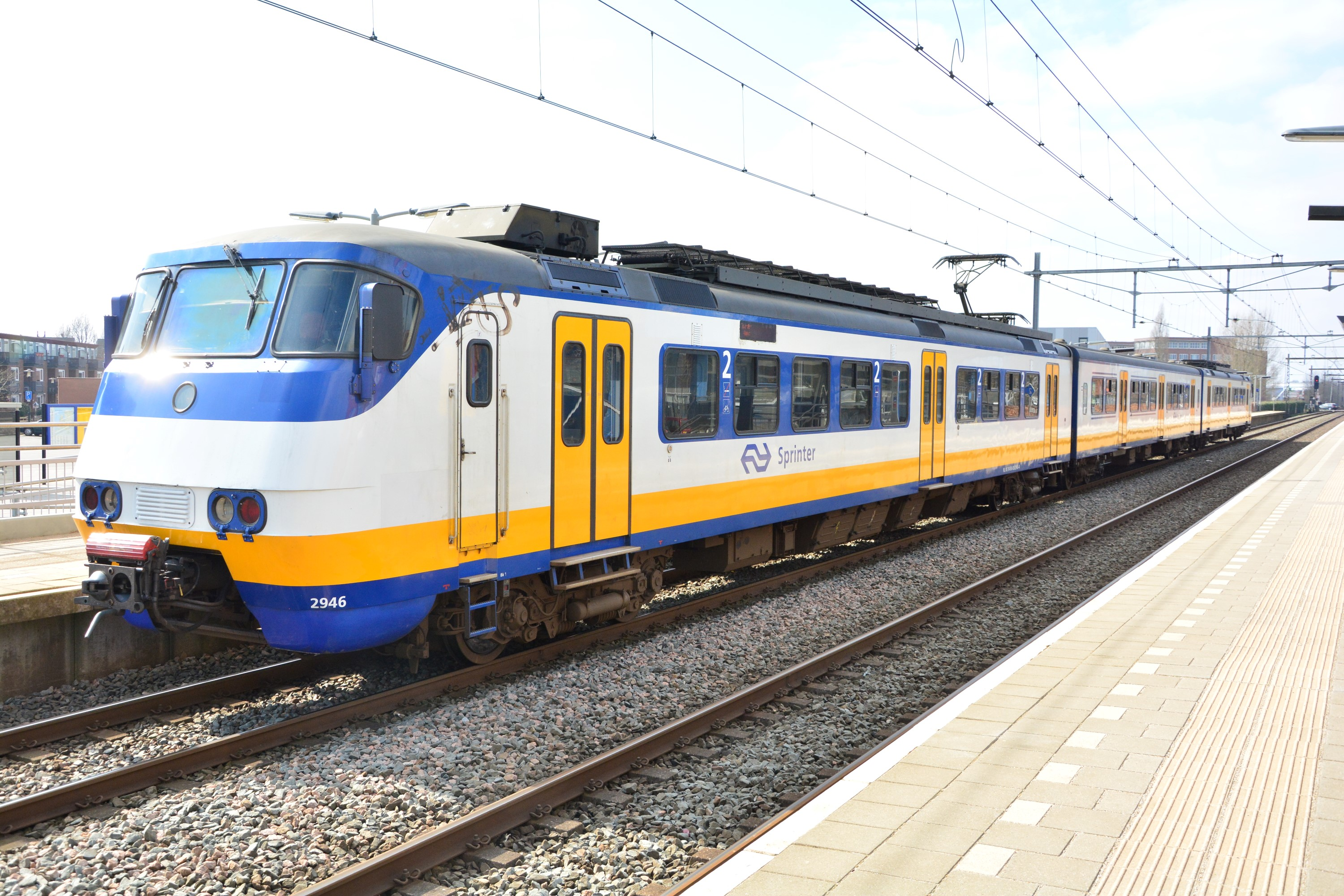
SGM op het station
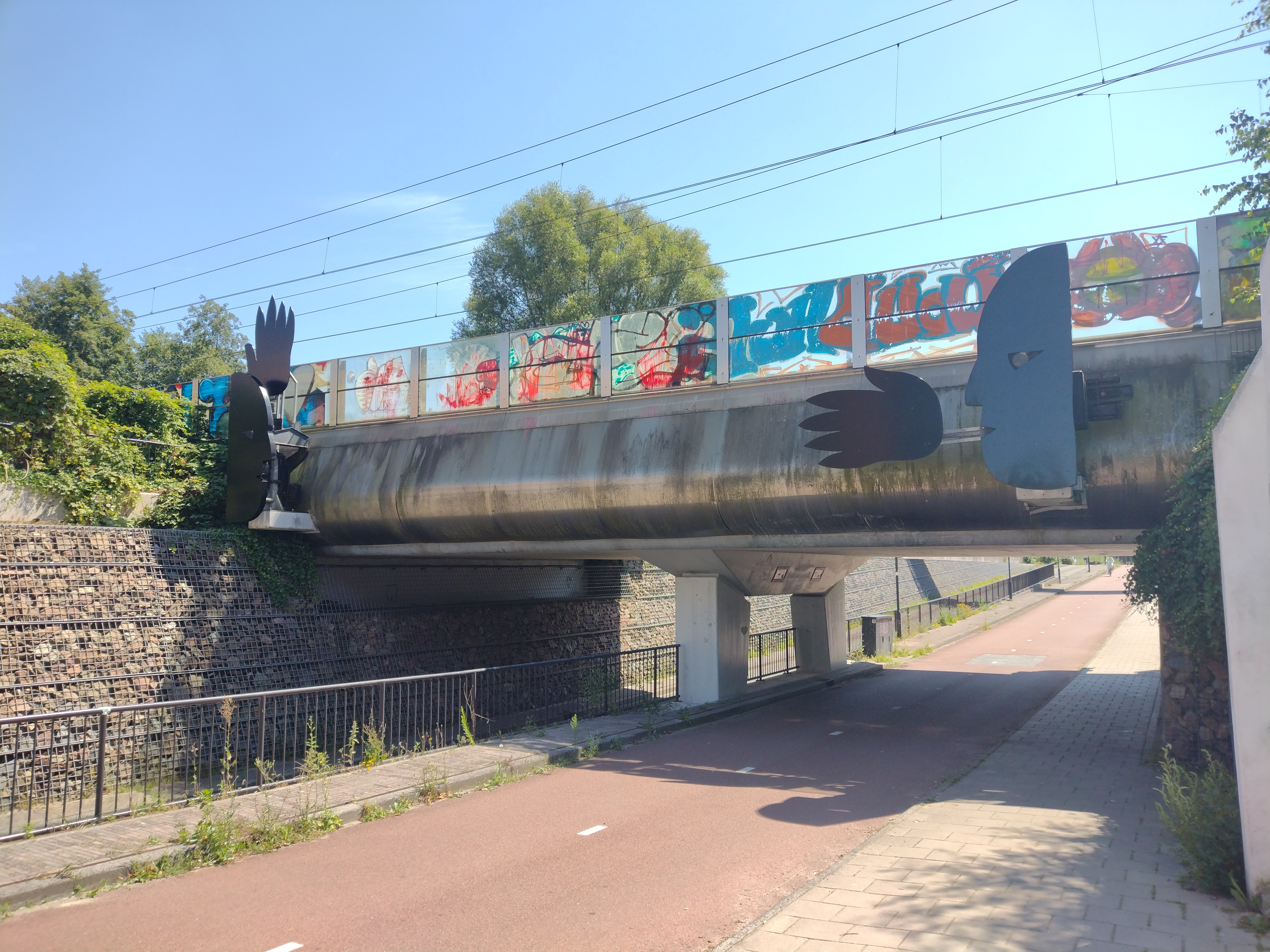
Spoorviaduct met kunstwerk
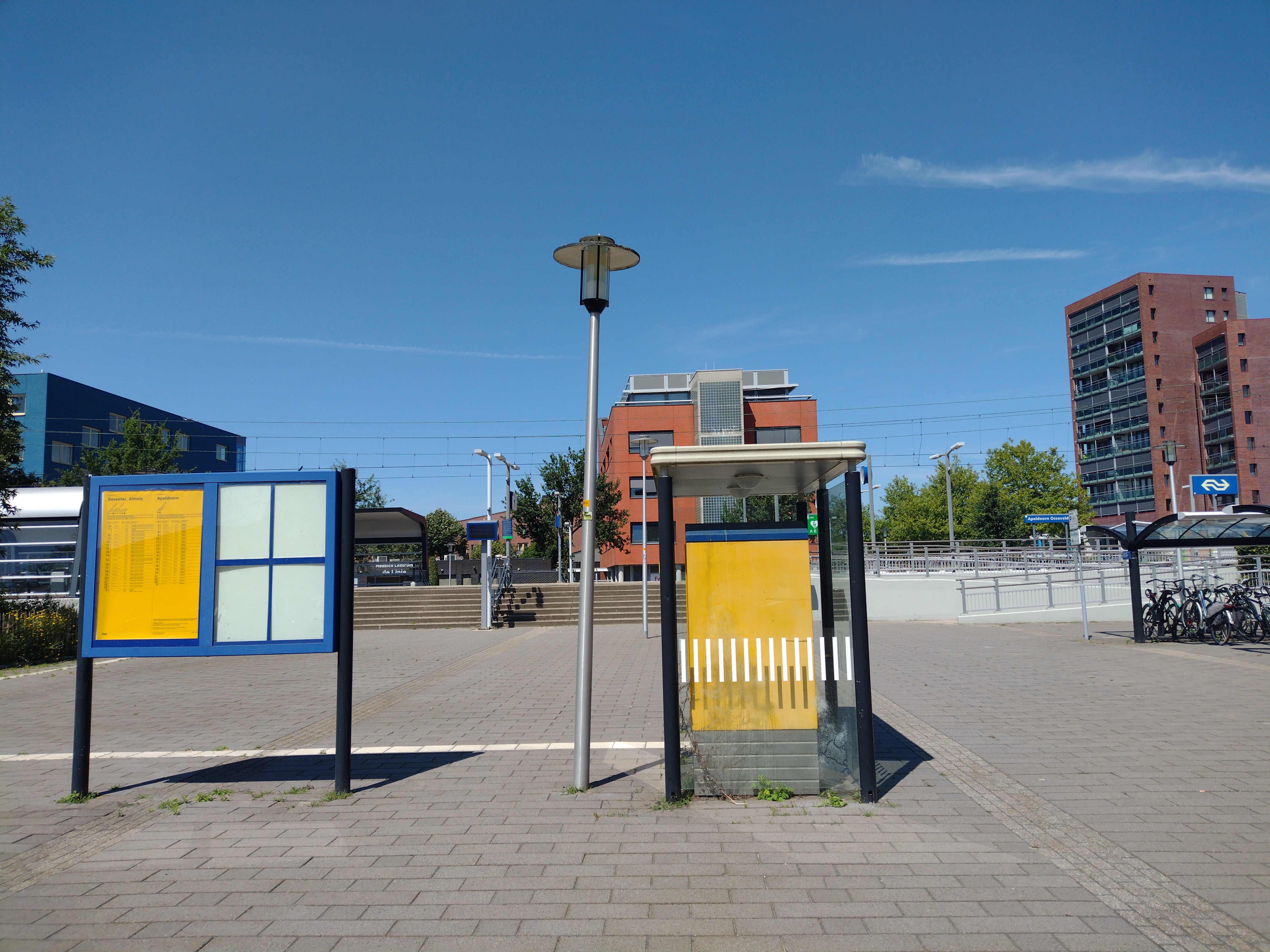
Plein bij het station
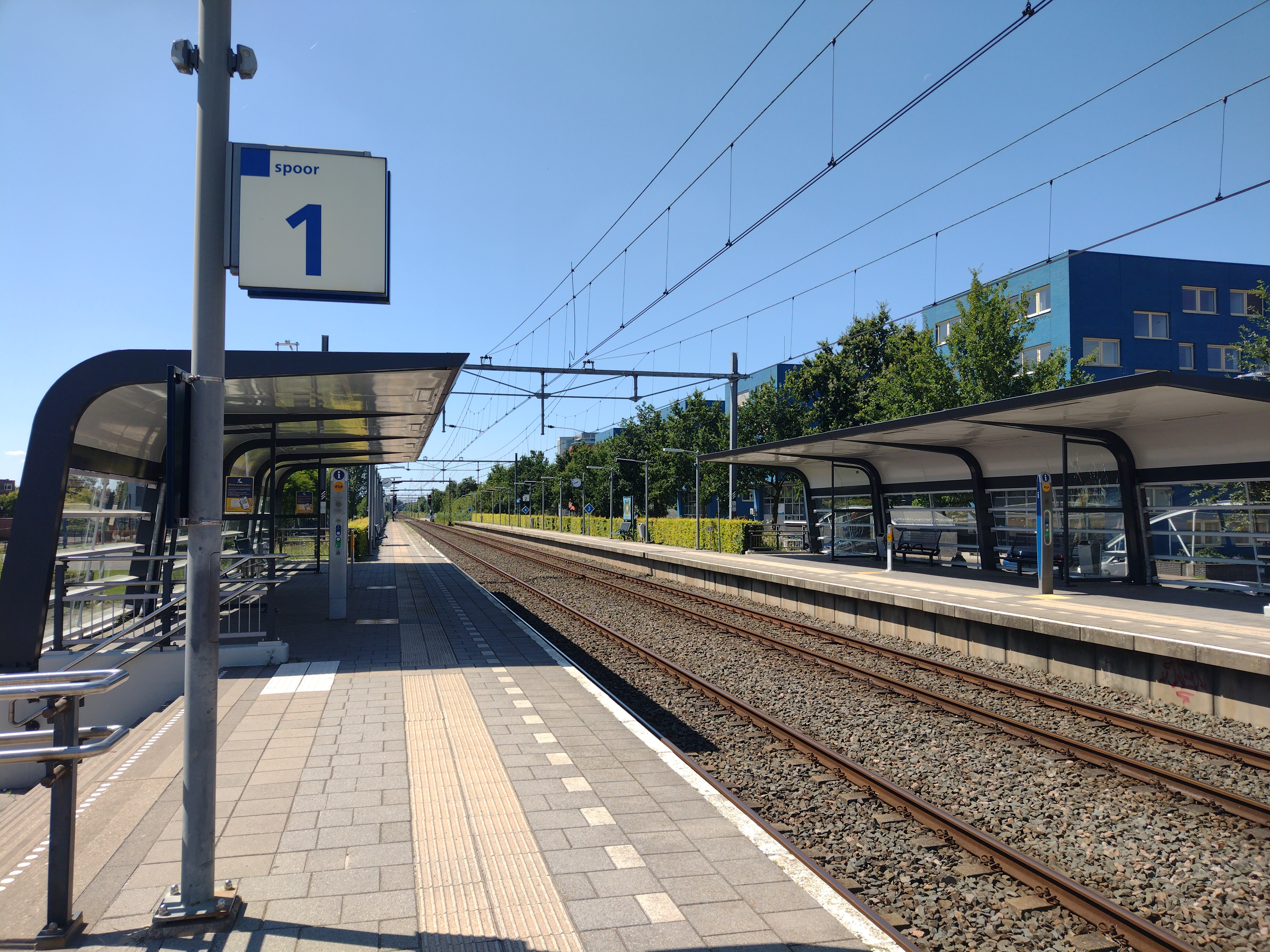
Perrons